# اچ‌ام‌اس ئی۱۹
اچ‌ام‌اس ئی۱۹ (به انگلیسی: HMS E19) یک زیردریایی بود که طول آن ۵۴٫۸۶ متر (۱۸۰٫۰ فوت) بود. این زیردریایی در سال ۱۹۱۵ ساخته شد.